# Grapa (województwo małopolskie)
Grapa – osada w Polsce położona w województwie małopolskim, w powiecie nowotarskim, w gminie Nowy Targ.
W latach 1975–1998 miejscowość administracyjnie należała do województwa nowosądeckiego.